# Goon Sqwad
Goon Sqwad is een hiphopgroep uit Detroit. Zij hebben gewerkt met de bekende rapper Eminem op de track Welcome 2 Detroit op een soloalbum van lid van de Goon Sqwad Trick-Trick, ook zijn zij te horen op andere soloalbums van Trick-Trick. Zij hebben ook gewerkt met Eminems beste vriend en D12-lid Proof op hun debuutalbum uit 1996, From Death.

## Discografie
- 1996 - From Death
- 1996 - Booty Bounce
- 1996 - Everywhere We Go
- 1996 - G 4 Life
- 1996 - The Compilation